# Kolumbijska regija kave
Kulturna krajina Zona Cafetera ali Kolumbijska kulturna krajina kave (špansko Eje Cafetero), znana tudi kot Kavni trikotnik (špansko Triángulo del Café), je del kolumbijske regije Paisa na podeželskem območju Kolumbije. Znana je po pridelavi in proizvodnji večine kolumbijske kave. Na območju so štirje departmaji: Caldas, Quindío, Risaralda in Tolima. Najbolj obiskana mesta so Manizales,  Armenia, Pereira in Ibagué.

## Zgodovina kave
Kava je bila najprej komercialno pridelana v Kolumbiji v Salazar de las Palmasu, severno od Santanderja, v 20. stoletju pa je postala primarni izvoz Kolumbije. Ko so kavovec prvič prinesli v državo, so voditelji poskušali spodbuditi pridelavo kavnih zrn, vendar so naleteli na odpor ljudi, ker do prve žetve zrn traja približno 5 let. Leta 1999 so prihodki od kave predstavljali 3,7 % bruto domačega proizvoda in 37 % zaposlenih v kmetijstvu. Glavni departmaji za proizvodnjo kave so: Nariño, Norte de Santander, Antioquia, Valle del Cauca, Huila, Tolima, Caldas, Risaralda, Quindio in Cundinamarca.
Območje med departmaji Caldas, Risaralda, Quindío in Tolima je znano kot Cona kave zaradi velikega razvoja, ki ga je doživela pridelava tega proizvoda. To regijo je 25. januarja 1999 močno prizadel potres z močjo 6,4 stopnje po Richterjevi lestvici, vendar si je nato gospodarstvo regije hitro opomoglo.

## Pregled
Vremenske razmere (8 °C do 24 °C), geografske (andski deževni gozd) in geološka sestava tal določajo proizvodnjo visokokakovostne kave z razmeroma kratkimi obdobji žetve. Kmetje na tem območju so razvili tehnike pridelave, spravila in predelave zrnja in to vse »zrno po zrno«, in so to obliko predelovalne industrije ohranili kljub novim tehnikam množične kmetijske industrializacije.
Slavna reklamna ikona "Juan Valdez", ki jo predstavlja kmet iz regije Paisa, ki nosi carriel (majhno usnjeno torbo), aguadeño klobuk in pončo ter ga spremlja mula, je postala zmagoslavje oglaševalskega komuniciranja. Juan Valdez je v Združenih državah veljal za oglaševalsko podobo večjega pomena med prebivalci te države v letu 2005.

## Svetovna dediščina “Coffee Cultural Landscape”
Kolumbijska kulturna krajina kave (izvirno Coffee Cultural Landscap, špansko Paisaje Cultural Cafetero de Colombia (PCC)) je primer človekovega prilagajanja na težke geografske razmere, na katerih se je razvila gorska kava. To je kulturna krajina, kjer so v regiji naravni, gospodarski in kulturni elementi z visoko stopnjo homogenosti, in predstavlja izjemen primer v svetu. V tej pokrajini so združeni človeški, družinski in generacijski napori pridelovalcev kave.
Ta prizadevanja so skupaj vzpostavila model kolektivnega delovanja, ki je omogočil premagovanje težkih gospodarskih razmer in preživetje v razgibani in izolirani pokrajini. Na ta način je bila razvita kava, ki temelji na majhnih posestvih, ki je izkazala svojo trajnost v gospodarskem, družbenem in okoljskem smislu in je svoj izdelek pozicionirala kot eno najboljših kav na svetu. Ta družbeni in ekonomski model je konfiguriral regijo z visoko stopnjo kulturne enotnosti, izražene v materialni kulturni dediščini, v kateri izstopajo tehnike gradnje tako mestnih naselij kot podeželskih kavarn, kot tudi nesnovne kulturne dediščine v tisti, ki izraža povezanost prebivalstva z gojenjem s festivali, karnevali in praznovanji identitete Paisa, podedovane iz kolonizacije Antioquia, kot edinstvene značilnosti na svetu, ki so jo ustvarili prebivalci te regije.
Gospodarstvo in kultura te regije se okoli kave vrtita že več kot stoletje, torej le nekaj desetletij po tem, ko so jo naselili kolonizatorji Antioquie, ki so začeli z okupacijo ozemlja v 19. stoletju. Procesi, kot so zasaditev prvih nasadov kave, z izgradnjo podeželskih hiš in infrastrukture za transport, predelavo in komercializacijo kave ter kasnejša transformacija proizvodnih tehnik, so dali tej pokrajini izjemno dinamiko. Ta kombinacija globoko zakoreninjene tradicije kave z dediščino kolonizacije Antioquia je imela temeljno vlogo pri oblikovanju regionalne kulture in je ustvarila številne manifestacije na tako raznolikih področjih, kot so glasba, plesi, tradicionalne kuhinje in arhitektura, manifestacije, ki so bile prenašajo iz roda v rod.
Osemnajst mestnih naselij na šestih območjih znotraj osi kave in sega proti jugu v departma Valle del Cauca je bilo leta 2011 vpisanih na Unescov seznam svetovne dediščine kot "kulturna krajina kave". Ta mesta so reprezentativna za celotno os kave, ki ohranjajo številne različne oblike tradicionalnega gojenja kave, poleg kulture regije in lokacij tudi več edinstvenih festivalov. Območje svetovne dediščine sestavljajo številna urbana središča v regiji, vključno z Armenio, Calarco, Salamino, Pereiro in Riosuciom, pa tudi manjša mesta in okoliška podeželska kmetijska zemljišča s kavo.

## Turistične znamenitosti
Regija je razvila velike tematske parke, kot je Kolumbijski narodni park kave, ki je v mestu Montenegro v Quindiu. Na tem območju je tudi Muzej kulture kave, ki prikazuje proces od pridelave zrnja do uživanja tradicionalne kolumbijske kave. Ta muzej, tako kot vsi drugi tematski parki, je replika kolonialnega mesta, kjer turisti uživajo v plesnih predstavah in tradicionalni glasbi, panoramskih razgledih z žičnice z bujno pokrajino in različnih vožnjah.
Še en edinstven tematski park v Kolumbiji je Narodni park kulture kmetijstva – Panaca, ki je v občini Quimbaya v Quindiu. Njegova ključna značilnost je, da so obiskovalci za razliko od živalskih vrtov potopljeni v oseben in neposreden stik s domačimi živalmi ter uživajo tudi v načrtovanih dejavnostih in dogodkih s temi živalmi.
Druge znamenitosti na tem območju vključujejo:
- Botanični vrt Univerze v Pereiri kot eden največjih v Kolumbiji, edini, ki ga Botanic Gardens Conservation International (BGCI) navaja kot naravni ali Sivestre, pa tudi kot eno izmed orhidej na svetu.
- Santuario je eno najbolj značilnih mest v regiji, znano po svoji tradiciji paisa arhitekture in ulicah. Blizu je narodni park Tatamá.
- Thermal Santa Rosa de Cabal, spa za kopanje v toplih vrelcih in različne dejavnosti za sprostitev in nego telesa.
- Rafting po reki Rio la Vieja na meji med departmajem Valle del Cauca in Quindío, iz mesta Quimbaya.
- Organizatorji v regiji med drugimi športi ponujajo kajakaštvo po reki Barragan, jadralno padalstvo v Calarci.
- Dolina Cocora v Salentu, rastišče narodnega drevesa Ceroxylon quindiuense – voščene palme Quindío, ena najlepših točk okrog osi kave, ene od vstopnih točk v Narodni naravni park Los Nevados, kjer so tudi upravičeni do bivanja in kampi.
- Botanični vrt Quindío v mestu Calarcá, kjer si lahko ogleda največjo razstavo metuljev v državi.

Turistični izleti ponujajo treking do nekaterih najboljših kolumbijskih pokrajinah za pridelavo kave, pa tudi do avtohtone palme v državi - voščene palme, ki zraste do 60 metrov visoko.

## Gastronomija
V nadaljevanju in brez posebnega zaporedja je 15 tradicionalnih jedi iz območja regije kave:

### Bandeja Paisa – kosilo
Najdemo jo v skoraj vsaki restavraciji v Kolumbiji, kolumbijsko nacionalno jed, če ne kolumbijsko nacionalno ikono, Bandeja Paisa. Bandeja Paisa, ki izvira iz kolumbijske regije kave, zdaj pa je na voljo skoraj povsod, je zelo velik obrok. Vsebuje mleto goveje meso (včasih zrezek), chicharrón (svinjski trebuh), chorizo, patacones (banana v debeli palačinki), avokado, arepo (ploščati kruh iz koruznega zdroba), frijoles (fižol) in riž.

### Mondongo – kosilo
Zelo nasitna tradicionalna kolumbijska juha, ki vsebuje malo skoraj vsega. Osnovo sestavljajo vampi, narezani na kocke, ki jim je dodano več zelenjave, kot so grah, korenje, čebula, krompir, paradižnik, skupaj s česnom, koriandrom in piščancem, govejim in/ali svinjskim mesom.

### Ajiaco – kosilo
Ajiaco, ki ga verjetno najdemo v skoraj toliko restavracijah kot Bandeja Paisa, je še ena zelo krepka in priljubljena jed v kavni regiji v Kolumbiji. Krompirjeva in piščančja juha, navadno jo spremljajo avokado, koruza v storžih, kapre in seveda malo kisle smetane, pokapane po vrhu.

### Sancocho – kosilo
Druga tradicionalna hrana, ki jo najdemo v Eje Cafetero (kolumbijska regija kave), je gosta juha Sancocho. Prav tako zelo nasiten, tako kot številne kolumbijske jedi, ima sancocho veliko sestavin in je običajno narejen na osnovi piščanca, govedine in/ali svinjine (včasih vseh treh). Dodajo se številne sestavine, kot so krompir, juka, banana, koruza, čebula, korenček, koriander, kumina, včasih pa se doda tudi zelje in/ali paprika. Poleg vseh teh sestavin v juhi se pogosto postreže tudi z avokadom, rižem in pekočo omako.

### Lechona – kosilo / večerja
Svinjina je zelo priljubljena po vsej Kolumbiji, zelo priljubljena jed, zlasti na velikih srečanjih, pa je odojek. Ta jed je sestavljena iz cele svinje brez kosti, pečene in polnjene z rižem, grahom, čebulo, česnom, kumino, mleto svinjino in kuhano približno 10-12 ur. Na splošno se postreže s prilogo iz krompirja ali arepa (glej spodaj).

### Fižol – zajtrk / kosilo / priloga
Robustna jed z osnovo iz pinto ali rdečega fižola. Fižol je običajno kuhan s koščki svinjine ali svinjskih krač, korenja, koruze, banane in včasih tudi slanine. Na splošno se ta jed postreže z rižem in avokadom. Pogosto se uporablja kot dopolnilo in je vedno vključena v obrok Bandeja Paisa.

### Tamales – zajtrk / kosilo / večerja
Tamales najdemo po vsej Kolumbiji in z različnimi različicami iste jedi v vsaki regiji. Čeprav se predstavitev lahko razlikuje tudi glede na regijo, je tamale vedno zavit v bananine liste in kuhan na pari. Osnovne sestavine, ki jih boste našli v tamales kolumbijske regije kave, so svinjina in/ali piščanec, riž, grah, krompir in predkuhana rumena koruzna moka.

### Leča –  kosilo
Lentejas (juha iz leče) je standardna hrana v številnih kolumbijskih kuhinjah in je verjetno ena najpreprostejših za pripravo. Čeprav ima ta jed spet različice, je osnovni način, da lečo namočimo za nekaj ur, preden dodamo mleto čebulo, česen in včasih sesekljano ali naribano korenje. Nato se postreže z avokadom, rižem, paradižnikom in sladko banano.

### Juha iz reber – zajtrk / kosilo
Po vsej Kolumbiji je znana kot eno najboljših zdravil za mačka. Caldo de Costilla (goveja juha) pogosto jedo za zajtrk in postrežejo z rižem, avokadom in pekočo omako. Glavne sestavine Caldo de Costilla so goveja rebra, krompir, korenje in zelišča.

### Patacones – prigrizek / priloga
Preprosta priloga, ki lahko spremlja skoraj vsak obrok. Patacones so preprosto zelene banane, stisnjene v debelo palačinko in ocvrte. Pogosto jih postrežejo kot prigrizek z guacamole ali paradižnikovo omako na zabavah ali kot predjed v restavraciji.

### Empanadas – prigrizek / ulična hrana
Na voljo na skoraj vsakem vogalu ulic in v številnih restavracijah, so empanadas testo, nadevano iz mešanice zdrobljenega mesa, svinjine, govedine ali piščanca. Nato dodamo krompir in ga pred cvrtjem zavijemo v testo iz koruznega zdroba. Običajno se postreže z eno ali več pekočimi omakami in pogosto na velikih družinskih srečanjih.

### Arepas – predjedi / vhod / ulična hrana
Arepa, ki je na voljo tudi po vsej Kolumbiji, je vrsta ploščatega kruha, narejenega s koruzno moko. Pečemo ga na žaru in postrežemo vročega z maslom in/ali sirom. Pogosto se uporablja kot dodatek k zajtrku z jajci, kosilom ali večerjo, priljubljen pa je tudi, da kadar koli v dnevu naročite vročo čokolado s sirnim arepo.

### Arepas de Choclo – zajtrk / prigrizek / ulična hrana
To je v bistvu luksuzen kolumbijski kruh arepa. Začenši z debelim arepa, ki je namazan z maslom in pečena na žaru. Na tej stopnji se na vrhu in v notranjosti arepa speni več masla, preden na vrh ali notranjost položimo debel kos svežega belega sira. Pogosto ga postrežemo z vročo čokolado ali tintico (črno kavo) za zajtrk ali kot prigrizek.

### Buñuelos – zajtrk / prigrizek / ulična hrana
So ocvrte kroglice, ki so sestavljene iz mešanice koruzne moke in kolumbijskega belega sira. Priljubljena skozi vse leto (zlasti ob božiču) in na splošno z dobro skodelico kolumbijske kave, ki jo najbolje postrežejo vročo in sveže iz cvrtnika.

### Mazamorra – sladica / pijača / priloga / prigrizek
La Mazamorra je hrana ali pijača. Osnova te jedi je koruza, ki jo namočimo in počasi kuhamo v vodi do zelo mehkega. Med kuhanjem se panela pogosto pokapa v tekočino. Ko je ohlajena, je ta zelo osvežilna in kremasta jed, ki vključuje koruzo, pripravljena za postrežbo z dodanimi koščki panela. Pogosto ga postrežejo z bocadillo (želatinasta sladica iz guave paste) in dodatnim mlekom.
- Claro - pijača Claro je zelo osvežujoča hladna pijača, ustvarjena posebej za tiste, ki ne želijo jesti koruze, ki je vključena v Mazamorro. Preprosto se odstrani koruzo iz Mazamorre in doda kanček mlete panele.

## Glavni urbani centri
- Pereira, departma Risaralda
- Armenia, departma Quindío
- Manizales, departma Caldas
- Ibagué, departma Tolima

## Galerija
- Muzej kave
- Panoramska gondola
- Gozd bambusa
- Železniška postaja Antioquia
- Železniška postaja
- Razgled v muzeju
- Razgled v muzeju
- Kipi v muzeju